# Prunus gracilis
Prunus gracilis — вид квіткових рослин із підродини мигдалевих (Amygdaloideae).

## Біоморфологічна характеристика
Кущ, 3–15 дм, без шипів. Гілочки густо запушені. Листки опадні; ніжка 3–8 мм, густо-волосиста, зазвичай залозиста; пластина зазвичай яйцеподібна чи еліптична, рідше обернено-яйцеподібна, 2–5(7) × 1–2.5(3.6) см, краї поодиноко або подвійно зубчасті, зубці гострі, іноді залозисті, верхівка від гострої до тупої, абаксіальна (низ) поверхня густо-волосиста, адаксіальна рідко-волосиста. Суцвіття — 2–4(6)-квіткові, зонтикоподібні пучки. Квіти розпускаються до або під час появи листя; гіпантій дзвіночковий, 2–3 мм, зовні запушений; чашолистки від випростаних до розпростертих, яйцювато-довгасті, 1.5–2.5 мм, краї зазвичай цілі, іноді залозисто-зубчасті, поверхні волосисті; пелюстки білі, від довгастих до обернено-яйцюватих, 4–7 мм. Кістянки жовті, оранжеві чи червоні, від кулястих до еліпсоїдних, 9–18 мм, голі; мезокарпій м'ясистий; кісточки від майже кулястої до еліпсоїдної форми, ± сплюснуті. Цвітіння: березень–квітень; плодоношення: червень–серпень.

## Поширення, екологія
Ареал: США (Техас, Оклахома, Луїзіана, Канзас, Колорадо, Арканзас, Алабама, Нью-Мексико). Діапазон висот: 100–1300 метрів. Вид зустрічається в рядах огорож, на відкритих лісах, узліссях, лісових виходах, схилах пагорбів, піщаних узбіччях доріг, гірських заростях і пустирях.

## Використання
Соковиті плоди їдять сирими й приготовленими. З листя можна отримати зелений барвник. З плодів можна отримати барвник від темно-сірого до зеленого. Оклахомська слива належить до вторинного генофонду японської сливи (Prunus salicina), і тому її можна використовувати як донор генів для покращення врожаю.